# Observatoire militaire de Pervyse
L'Observatoire militaire de Pervyse est une tour d'observation dans le centre du village belge de Pervyse en Flandre-Occidentale. Ce belvédère a été utilisé durant la Première et la Deuxième Guerre mondiales.
La tour est située à l'ouest de la Kastanjeplein. D'environ 14 mètres de haut elle est construite à partir de blocs de béton armé d'un mètre de long. Au sommet se trouve un emplacement en briques pour une batterie de tir. Sur la Kastanjeplein elle se dresse comme un monument provincial pour les morts de la guerre 14-18. 

## Histoire

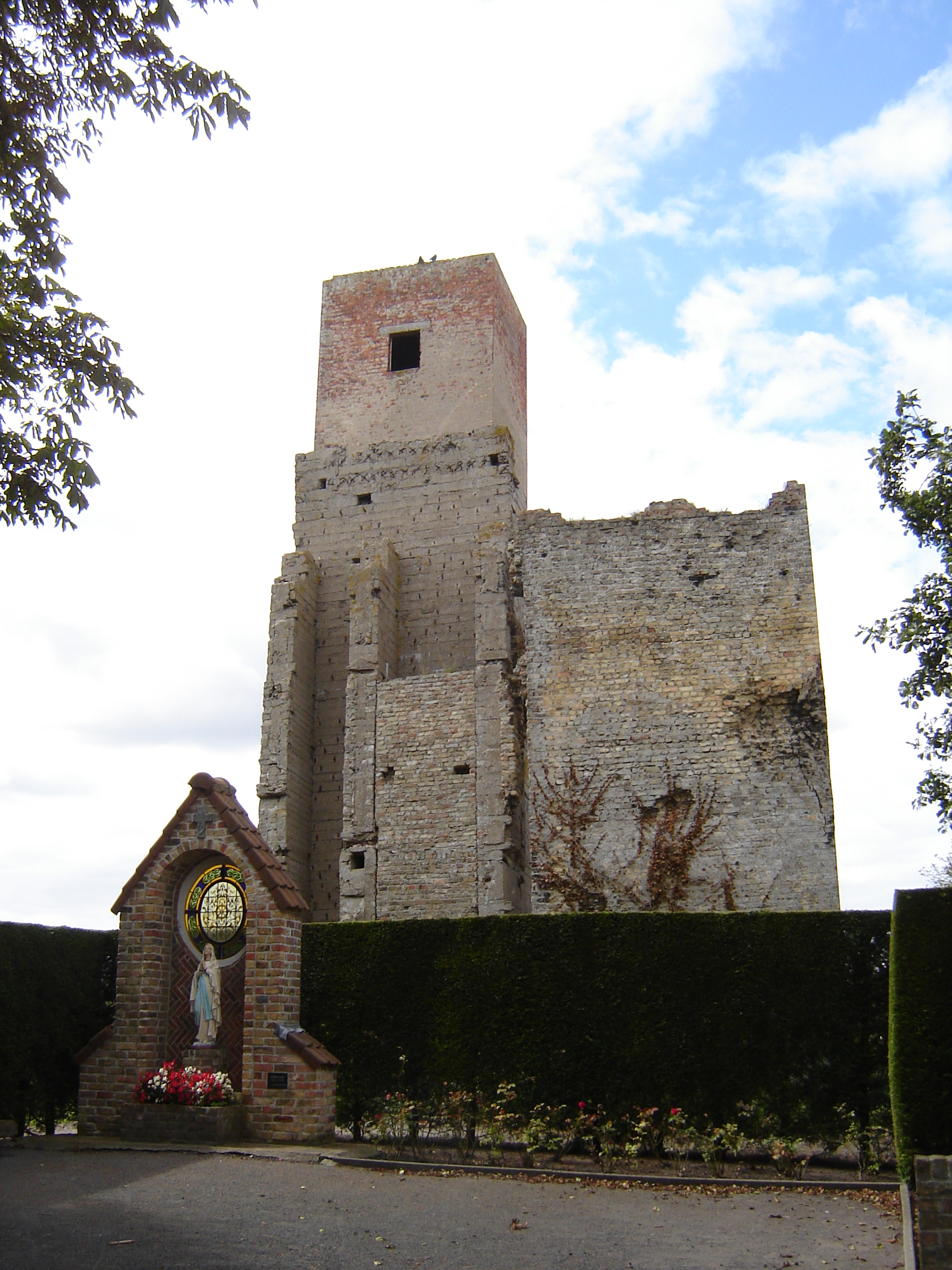
Observatoire et la chapelle, vue depuis la Kastanjeplein

Le site est situé dans l'ancienne commune de Chapelle-Sainte-Catherine. Cette commune a été fusionnée avec Pervyse au début du XIXe siècle et à la fin du siècle les paroisses ont été également fusionnées. En 1895, l'église Sainte-Catherine fut démolie laissant place à l'actuelle Kastanjeplein.
Dans la Première Guerre mondiale, Pervyse, à deux kilomètres du chemin de fer de Dixmude-Nieuport, est d'une importance stratégique pour le front de l'Yser. Sur le reste de l'ancienne église et de son presbytère à l'ouest de l'église, est construit un observatoire, d'où les mouvements de l'adversaire pouvaient être suivis.
Lors de la Seconde Guerre mondiale, la tour a de nouveau été utilisée par les forces d'occupation allemandes qui ont construit au sommet le poste d'observation et un nid en brique pour la mitrailleuse.
Dans les années 1980, la Kastanjeplein accueillit un des monuments provinciaux en mémoire de la guerre 1914-1918, où on rappelle l'un des sites importants de la Première Guerre mondiale, avec l'inscription « 1914-1918 Observatiepost Pervijze ». En 2002, l'observatoire a été protégé en tant que monument historique.
51° 04′ 19,3″ N, 2° 47′ 31,7″ E